# Ipomoea teotitlanica
Ipomoea teotitlanica är en vindeväxtart som beskrevs av G.D. Mcpherson. Ipomoea teotitlanica ingår i släktet praktvindor, och familjen vindeväxter. Inga underarter finns listade i Catalogue of Life.